# Swan Island (Victoria)
Swan Island è un'isola di sabbia interna alla baia di Port Philip a sud di Melbourne. Appartiene al Borough di Queenscliffe dello stato di Victoria, in Australia.

## Geografia
Swan Island è una barriera di sabbia di 1,4 km² che, con Duck Island e la lingua di terra di Edward Point separa Swan Bay da Port Phillip. Si trova a nord-est della cittadina di Queenscliff, all'estremità orientale della penisola di Bellarine.

### Fauna
L'isola fa parte della Swan Bay and Port Phillip Bay Islands Important Bird Area, identificata come tale da BirdLife International per la sua importanza nel supportare il pappagallo panciarancio e altri uccelli marini e acquatici. Tra questi: la sterna delle fate, il gobbo beccazzurro, l'alzavola castana, l'ibis bianco australiano, l'ibis dal collo paglierino, il gambecchio collorosso e il gabbiano australiano.

## Storia
Swan Island fu nominata dal tenente di vascello John Murray il 15 febbraio 1802 quando entrò a Port Phillip a bordo della Lady Nelson e vide sull'isola una grande quantità da cigni e pellicani (swan significa cigno).
L'isola è un'area di addestramento militare e una delle strutture di intelligence più segrete in Australia. È sede di una scuola speciale di guerra per l'utilizzo di una vasta gamma di armi e anche di esplosivi. La struttura è gestita dall'Australian Secret Intelligence Service (ASIS), agenzia che opera oltreoceano come organizzazione affiliata all'Australian Security Intelligence Organisation (ASIO).